# Triangolo della morte (Campania)

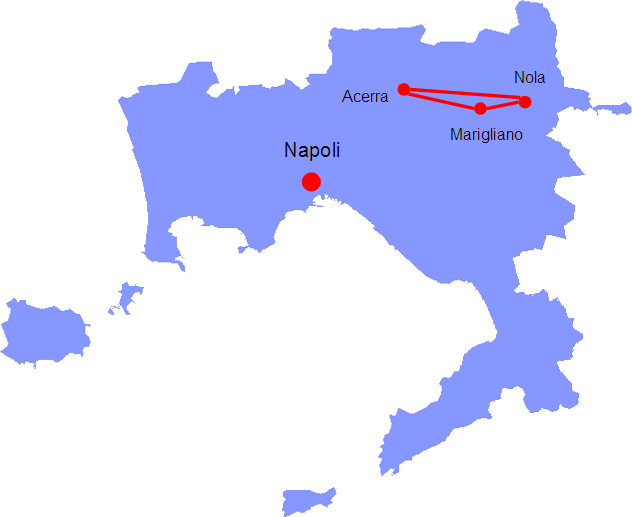
La localizzazione geografica all'interno della Città Metropolitana di Napoli

Il triangolo della morte Acerra-Nola-Marigliano è un'area compresa tra i comuni di Acerra, Nola e Marigliano, tutti compresi nella regione Campania, in Italia nota per il forte aumento della mortalità per cancro della popolazione locale, principalmente dovuto allo smaltimento illegale di rifiuti tossici da parte della camorra e provenienti principalmente dalle regioni industrializzate del Nord-Italia.
La definizione venne utilizzata nell'agosto 2004 dalla rivista scientifica The Lancet Oncology che pubblicò uno studio di Kathryn Senior e Alfredo Mazza, dal titolo: Italian “Triangle of death” linked to waste crisis (Il "Triangolo della morte" italiano connesso alla crisi dei rifiuti).

## Dati statistici
La mortalità per alcune patologie raggiunge livelli molto più alti della media italiana. Nel triangolo abitano circa 550.000 persone e l'indice di mortalità (numero di morti l'anno per ogni 100 000 abitanti) per tumore al fegato sfiora il 38.4 per gli uomini e il 20.8 per le donne, dove la media nazionale è del 14. La mortalità è più alta che nel resto d'Italia anche per quanto riguarda il cancro alla vescica e al sistema nervoso, per quanto in maniera più modesta. Questo a fronte di una mortalità generale per tumori in Campania in generale inferiore della media italiana.
L'incremento della mortalità viene attribuito all'inquinamento causato dallo sversamento illegale di sostanze tossiche di varia provenienza, in particolare dalle industrie del nord Italia, operata da parte della Camorra:
(Alfredo Mazza, The Lancet Oncology, vol. 5, settembre 2004)
(The Lancet Oncology, vol. 5, settembre 2004)

## Studi scientifici
Lo studio epidemiologico dell'OMS esteso alle provincie di Napoli e Caserta
Un ulteriore studio del 2007 dell'Organizzazione mondiale della sanità, dell'Istituto superiore di sanità, del Consiglio Nazionale delle Ricerche e della Regione Campania ha monitorato in 196 comuni campani la mortalità per tumori e le malformazioni congenite nel periodo dal 1994 al 2002. Lo studio ha applicato elaborate tecniche statistiche, comprensive di una stima degli intervalli di confidenza associati a ciascuna stima di mortalità grazie a un'analisi bayesiana. Lo studio ha evidenziato che «la mortalità per tutte le cause è risultata in eccesso significativo per gli uomini del 19% nei comuni della provincia di Caserta e del 43% nei comuni del Napoletano; per le donne del 23% nel casertano e del 47% nel napoletano». Sono stati inoltre riscontrati eccessi di malformazioni congenite. La relazione evidenzia che «Le zone a maggior rischio identificate negli studi sulla mortalità e sulle malformazioni congenite in buona parte si sovrappongono e sono interessate dalla presenza di discariche e siti di abbandono incontrollato di rifiuti», ma sostiene che «è comunque difficile stabilire se la corrispondenza dei numerosi eccessi con la possibile occorrenza di esposizioni legate allo smaltimento dei rifiuti sia di natura causale e, nel caso, stimare l'entità di tale impatto».
La presenza di pericolose sostanze inquinanti, come la diossina, in particolare nella zona di Acerra, è comunque accertata, oltre che per le attività illecite di smaltimento dei rifiuti, anche in relazione all'attività della Montefibre, e già nel 1987 un decreto del Ministero dell'Ambiente definiva Acerra territorio “a elevato rischio di crisi ambientale”.

## Ipotesi sulle cause

### Sversamento illegale di rifiuti tossici
La tesi che lega l'aumento dell'incidenza dei casi di tumore all'inquinamento ambientale, che in realtà coinvolge anche altre aree della Campania, è avvalorata dalle confessioni del boss Gaetano Vassallo, legato al clan dei Casalesi, seconde le quali per vent'anni sono stati scaricati sistematicamente in Campania rifiuti tossici, corrompendo politici e funzionari del commissariato di Governo. La maggior parte dei rifiuti arriva dal nord Italia, come anche affermato dal Presidente della Repubblica Giorgio Napolitano nel giugno del 2008:
(Giorgio Napolitano, 4-06-2008)
Nelle campagne campane e nel sangue di alcuni abitanti sono state misurate alte concentrazioni di policlorobifenili (PCB), che sono prodotti da industrie chimiche assenti in regione. Fanghi industriali provenienti da Porto Marghera, per un ammontare di ottomila tonnellate, sarebbero stati smaltiti nelle campagne di Acerra dai clan dei Casalesi, grazie a proprietari dei terreni compiacenti, mascherandoli da compost fertilizzante. Emblematico è il caso di una ditta, i cui beni sono stati sequestrati dai carabinieri nell'ambito di un'inchiesta partita nel 2006, che smaltiva illegalmente rifiuti provenienti da industrie del Veneto e della Toscana riversandoli nei territori di Bacoli, Giugliano e Qualiano, per un totale, in tre anni, di circa un milione di tonnellate e per un fatturato di 27 milioni di euro. La ditta era già stata oggetto di un'inchiesta nel 2003, ma ha continuato ad agire indisturbata ancora per anni. A Marigliano è stata ritrovata interrata un'intera autocisterna piena di sostanze velenose sotterrata in una discarica abusiva.

### La terra dei fuochi
A queste attività, si aggiungono i roghi appiccati per eliminare copertoni o per recuperare il rame dai cavi elettrici. I roghi, che producono diossina, sono diventati più frequenti quando potevano essere confusi tra i numerosi roghi appiccati ai cumuli di immondizia durante la crisi dei rifiuti in Campania del 2007-2008. I carabinieri hanno accertato che solo tra gennaio e marzo 2007 sono stati incendiati in terreni agricoli 30 tonnellate di rifiuti con un ricavo di oltre 118.000 euro. La presenza di roghi ha dato il nome all'area a nord di Napoli di Terra dei fuochi, nome usato da Roberto Saviano nel libro Gomorra come titolo del XI ed ultimo capitolo.

### Sversamenti illegali in discariche regolari
Lo sversamento di rifiuti industriali altamente inquinanti avviene anche in discariche legali. Già nel 2000 un'inchiesta della commissione parlamentare sui rifiuti ha messo in luce che probabilmente fanghi dell'ACNA di Cengio sono stati smaltiti nella discarica di Pianura, a Napoli, per un ammontare di almeno ottocentomila tonnellate. Tra gli abitanti delle zone limitrofe alla discarica di Pianura, un'indagine epidemiologica ordinata dalla Procura di Napoli ha dimostrato che almeno 60 persone hanno contratto il linfoma di Hodgkin. Irregolarità negli sversamenti nella discarica di Villaricca emergono anche nelle intercettazioni telefoniche ordinate della Procura di Napoli sulla gestione dei rifiuti da parte della FIBE (società del gruppo Impregilo) che si occupa dello smaltimento dei rifiuti in Campania.

## Conseguenze

### Le proteste della popolazione
La mancanza di fiducia nelle istituzioni, che negli anni hanno permesso o non si sono efficacemente opposte a sversamenti illeciti di rifiuti pericolosi, anche in discariche autorizzate, potenziali cause dei casi di tumore, è tra i motivi della protesta della popolazione di Chiaiano nei confronti dell'apertura della nuova discarica prevista dal piano straordinario del commissario Guido Bertolaso. Analoghe motivazioni suscitarono violente proteste per la riapertura della discarica di Pianura, paventata dal commissario di governo Gianni De Gennaro, e poi smentita. La protesta degenerò in vera e propria guerriglia urbana tra la fine del 2007 e l'inizio del 2008 tra Napoli e le zone limitrofe di Quarto e Pozzuoli, anche per l'azione di esponenti criminali che agivano sotto la regia di politici locali collusi con i delinquenti per interessi legati alla speculazione edilizia. Analogamente, il timore per un'ulteriore fonte di inquinamento, rappresentata dall'inceneritore di Acerra è stato motivo della protesta degli abitanti del luogo.

### Impatto sui prodotti agroalimentari
Nel marzo 2008 furono riscontrate presenze di diossina nel latte di bufala proveniente da allevamenti del casertano, attribuite all'inquinamento ambientale, tanto da causare la temporanea sospensione delle esportazioni verso alcuni paesi come la Corea del Sud e il Giappone. A seguito della notizia, che comunque riguardava in maniera limitata gli allevamenti impiegati per produrre la mozzarella di bufala campana DOP, la vendita di prodotti caseari della Campania diminuì significativamente in Italia e all'estero. Successivi test svolti in Germania, tuttavia, non hanno evidenziato alcuna presenza né di diossina né di metalli pesanti.

## Influenza culturale
Lo sversamento illegale di rifiuti tossici in Campania viene affrontato nel libro Gomorra dello scrittore Roberto Saviano e rappresentato nell'omonimo film di Matteo Garrone, e nel film-documentario Biùtiful cauntri.